# Synnøve Macody Lund
Synnøve Macody Lund (née le 24 mai 1976 à Stord en Norvège[source insuffisante]) est une journaliste, critique de cinéma, ancienne mannequin et actrice norvégienne.

## Biographie
Synnøve Macody Lund fait des études en cinéma et production de télévision.
Après avoir été mannequin,, Lund travaille comme critique de cinéma pour NATT&DAG (no),.
Elle commence une carrière d'actrice en 2011, jouant le rôle de Diana Brown dans Headhunters,,,. Elle joue par la suite dans Sandslottet (2014), Acquitté (2015) et Veuves noires (2016),,,,.

## Filmographie

### Films
- 2011 : Headhunters de Morten Tyldum : Diana Brown
- 2017 : L'Enfant du passé (Hjemsøkt) de Carl Christian Raabe : Catherine
- 2018 : Millénium : Ce qui ne me tue pas (The Girl in the Spider's Web) de Fede Alvarez : Gabriella Grane
- 2023 : Saw X de Kevin Greutert : Dr. Cecilia Pederson

### Série télévisée
- 2015-2016 : Acquitté (Frikjent) : Tonje Sandvik
- 2016-2017 : Veuves noires (Black Widows) : Johanne Rønningen
- 2020-2023 : Ragnarök : Ran
- 2023 : tout le monde aime les diamants  :Judith DeWitt
- 2025 : The Wheel Of Time : Melindhra

### Jeux vidéo
- 2018 : Battlefield V : Astrid Bjørnstad